# Kim Eun-jung (curling)
Dans ce nom coréen, le nom de famille, Kim, précède le nom personnel.
Pour les articles homonymes, voir Kim Eun-jung.
Kim Eun-jung, née le 29 novembre 1990, est une curleuse sud-coréenne.

## Carrière
Elle est médaillée d'argent du tournoi féminin de curling aux Jeux olympiques d'hiver de 2018.
Elle est aussi médaillée d'argent des Jeux asiatiques d'hiver de 2017.